# Materializem
Materíalizem označuje filozofski pogled na svet, po katerem ima materija glavni pomen, zavest in mišljenje pa sta drugotnega pomena. Nasprotje materializmu je idealizem. Materialistično razumevanje človeka in sveta je staro skoraj kot filozofija sama. Že v 7. in 6. stoletju pr. n. št. so Tales, Anaksimander, Anaksimen, Heraklit Mračni, Demokrit in drugi razmišljali materialistično.
Prvi izrazi materialističnega razmišljanja je pravzaprav revolucionarni dogodek v razvoju človeške misli, saj je radikalno prekinil z mitološkim, neznanstvenim načinom razmišljanja.
Materializem je prešel več faz in je v tem pogledu sledil razvoju znanosti. Že Grki pa so dojeli stvarnost in človeka v njej, ki sta bila po njihovem rezultat evolucije materije. Mnogi med njimi so realnost že videli v stalnem gibanju in spreminjanju, medtem ko se pri Demokritu že pojavlja atomistična koncepcija materije, po kateri obstajajo samo atomi in prazen prostor. Človeška duša je odraz zunanjega sveta in je potemtakem prav tako materialna kot vsaka druga reč. Vse je podvrženo zakonu vzročnosti, vse je deformirano. To misel so nadaljevali stoiki in epikurejci. Literarni izraz med drugim doživi v Lukrecijevi poeziji O naravi stvari.
V evropskem srednjem veku se materializem ni mogel razvijati zaradi dominacije cerkve in so ga ponovno obudili v renesansi. Razcvet je doživel v predrevolucionarni Angliji, kjer je izražen v delih Bacona, Hobbsa in Locka. Njihova dela je sicer mogoče označiti za preveč mehanicistične, toda predstavlja pomembno prekinitev s srednjeveško mitologijo. Na Nizozemskem je materializem izražen pri Spinozi, razcvet pa doživi v 18. stoletju v Franciji, kjer so blesteli Helvetius, Diderot in d'Holbach. Francoski materialisti so utemeljili ateističen pogled na stvarnost in so ostro napadli religijo in njeno družbeno vlogo. V Nemčiji je materializem izražen pri Feuerbachu, ki se je ukvarjal predvsem z antropološko problematiko in kritiko religije z vidika teorije odtujevanja. Slednji je vplival na razvoj Marxovega in Engelsovega materializma. V Rusiji so v 19. stoletju pisali filozofi, ki so bili pod močnim vplivom Hegla in Feuerbacha. Nastajal je materializem z izrazitimi dialektičnimi momenti, kar je močno vplivalo na rusko revolucionarno misel. Med pomebne ruske predstavnike sodijo Belinski, Gercen in Dobroljubov.

## Historični in dialektični materializem
Marx in Engels sta kritizirala mladoheglovce prav z materialističnega vidika in čeprav sta se zavedala vloge, ki jo je v nasprotovanju Heglovemu idealizmu odigral Feuerbach, sta kritizirala tudi slednjega, predvsem zato, ker ni upošteval pomena dialektike v Heglovi filozofiji. Feuerbach je menil, da se lahko filozofija pred idealizmom brani z vračanjem v materializem 18. stoletja, čeprav je tudi sam »mehanike« tistega obdobja označil za materialiste brez duha.
Marx je menil, da je filozofsko stališče, ki stvarnost pojasnjuje kot obstoj naravnih reči, predmetov, kot jih dojemamo s čutili, pristaja na omejenost nekritičnega, na naivni realizem, ki je obremenjen z različnimi predsodki. Marx je torej kritiziral nekatere vidike materializma in je v tem duhu napisal Teze o Feuerbachu. Med drugim je zapisal: Glavna pomanjkljivost dosedanjega materializma - vključno s Feuerbachovim - je, da predmet, resničnost, čutnost razume samo kot objekt ali obliko kontemplacije, ne pa kot človeške čutne dejavnosti, prakse, kot subjektivnost. Feuerbacha je kritiziral tudi glede prepričanja, da je teoretična dejavnost človeka edina prava, medtem ko je zanemarjal predmetno dejavnost. Resničnost torej ni vprašanje teorije, temveč je vprašanje prakse.
V marksizmu je tako opaziti drugačne vrste materializem, ki ga je mogoče označiti kot historičnega oziroma dialektičnega. To je pravzaprav filozofska teorija narave in zgodovine, ki je v marksistično tradicijo prišel predvsem skozi kasnejša dela Engelsa. Naravni fenomen je po njegovem mnenju mogoče opisati samo v dialektičnem okviru. To misel je prevzel Lenin, čemur je njegov filozofski mentor Georgi Plehanov dejal dialektični materializem. Kar poenostavljeno pomeni: Različne oblike materije so v medsebojni povezanosti in delovanju. Dialektiko sestavljajo trije elementi: teza, antiteza, sinteza.
Engels, ki je dialektiko zastavil kot splošni zakon, ki velja tako v družbenem, naravnem in intelektualnem okolju, je med drugim menil, da ima vsaka kvantitativna sprememba mejo, ko se sprevrže v kvalitativno spremembo. Dialektičnemu razmšljanju pa je po njegovem mnenju podvržen tudi človeški um, pri čemer je človek praktično in razmišljujoče bitje, ki spreminja svet in tako tudi samega sebe. Marksizem je v tem smislu presegel dotedanjo fatalistično mišljenje nekaterih materialistov, češ da je človek pasivno bitje. Tako človek v marksizmu dobi aktivno vlogo, ni samo orodje nevidnih naravnih sil in zakonov, marveč s svojim zavestnim delom in zgodovinsko aktivnostjo ustvarja zgodovino in je njen najbolj pomemben in edini smisel.
Historični materializem pa pri interpretaciji zgodovine upošteva Marxovo analizo zgodovine in kapitalistične družbe.

## Sociološki pomen
V sociologiji materializem označuje teorije, pri katerih so ekonomski odnosi osnovni vzrok družbenim fenomenom. Na splošno velja, da materialistične razlage predstavljajo konkretne družbene odnose kot determinantne, kar je v nasprotju z idealističnimi pogledi, pri katerih so ideje končni vzrok družbenih odnosov. Znanstveni materializem v sociologiji nekatera čustva in motivacije, ki so del politične dinamike, enostavno izniči kot škodljiva oz neresnična. Zaupanje v socialne in državne ustanove, zakonodajo je tako omejeno le z lastnimi interesi.
Kritika materializma v družbeni ureditvi se imenuje komunitarizem, zaupanje v socialne in državne ustanove definirajo skupnost kot tako, podobno kot druge družbeno pomembne dejavnosti. Nespoštovanje njegovega nastanka, razvoja ali celo osebnih doprinosov pomembnih zgodovinskih osebnosti vodi do osame posameznika znotran dane družbe in tako celo škodo tako družbi kot posamezniku. 

## Materializem v Indiji
Materialistična misel ni izključno evropska. Po razdobju prvih Upinšad je bilo v Indiji dejavno materialistično slovstvo, čeprav se do danes ti zapisi niso ohranili, so doseglivi viri, v katerih so kritizirali materialistične mislece. Artašastra, knjiga o politični in gospodarski organizaciji, napisana v 4. stoletju pr. n. št., materializem prišteva med poglavitne indijske filozofske nauke. 

## Kritike materializma

### Znanstveni ugovori
Nekateri sodobni fiziki in pisci poljubnoznanstvenih knjig kot sta Paul Davies in John Gribbin so ponudili pomisleke o neizpodbitnosti materializma po znanstvenih odkritjih na področju fizike (predvsem kvantna mehanika in teorija kaosa). V knjigi, ki naslavlja ravno kritiko materializma, kot je bil tedaj poznan, naslavljata v prvem poglavju "Smrt materializma" slednji odlomek:
Ko je prišla na dan kvantna teorija, je popolnoma spremenila naš pogled na maso. Stare predstave o mikroskopskem svetu atomov, ki so le pomanjšana verzija našega vsakdanjega sveta, so morale biti opuščene. Deterministični stroj Newtona je bil zamenjan s senčno in paradoksalno stekališče valovanj in delcev, ki jim vladajo zakoni verjetnosti in ne trdna pravila vzročnosti. Del kvantne teorije gre še dalj, naslika sliko, kjer je masa razstopljena in obstajajo le še čudne vznemirljivosti, vibracije nevidnih energijskih polj..

Kvantna fizika izpodbija materializem, saj razkriva, da je masa veliko manj snovna, kot bi si mislili. A nadaljnji razvoj gre še dalj, saj uničuje Newtonovo predstavo o masi, saj jo prikaže kot nepredelane kupčke. Ta razvoj se imenuje teorija kaosa, ki je nedavno dobila širno pozornost..— Paul Davies in John Gribbin, Masni mit, Prvo poglavje
Pomembno se avtorjema pridruži znanstvenik Max Planck, ki je pomembno prispeval k razvoju kvantne teorije:
Kot človek, ki je posvetil svoje celotno življenje najbolj jasni znanosti, znanosti o materijah, Vam lahko povem kot zaključek mojih spoznanj o atomih, tole: Materija kot taka ne obstaja. Vsa masa izhaja in obstaja le kot rezultat silnic, ki silijo delce atomov v vibracije in ohranjajo to najmanjše osončje atoma skupaj. Moramo si predvidevati, da je za temi silnicami obstoječ, zavesten in inteligenten Razum. Ta Razum je matrica vse materije. — Max Planck, Razum materije, 1944
Materializem je pomembno sporna za zagovornike verskih sistemov, saj opušča pomemben del verskega dojemanja okolja za nepomembnega. Zaradi same narave preučevanja materije so zagovorniki materializma prav tako deležni kritik, saj znanstvena metoda zahteva dokazljivost, velik del vprašanj pa samo preučevanje materije ne more dokazati, kar pomeni, da je po sami naravi materialist kot znanstvenik v neki meri tudi že prepričan v pričakovane rezultate.
Materializem je filozofsko deležen pomembne kritike, najpomembnejši kritik materializma je Immanuel Kant.